# Большой роман
«Большой роман» — задуманное, но не написанное произведение русского писателя XIX века Фёдора Михайловича Достоевского. Впервые упоминается 18 января 1856 года в письме к поэту Аполлону Николаевичу Майкову. Условное название — «Большой роман» — впервые было дано замыслу Фёдора Михайловича Тамарой Орнатской в «Летописи жизни и творчества Ф. М. Достоевского».
Замысел известен в основном по письмам писателя. Во всех письмах Достоевский сообщал в основном о том, что отложил работу над произведением, из чего исследователи делают вывод, что данный замысел мог быть всего лишь мистификацией. Вероятнее всего, замысел не был сформирован даже в общем виде.

## Возникновение замысла и первое упоминание
Не могу Вам выразить, сколько я мук терпел оттого, что не мог в каторге писать. А, между прочим, внутренняя работа кипела. Кое-что выходило хорошо; я это чувствовал. Я создал там в голове большую окончательную мою повесть. <…> характер, созданный мною и который есть основание всей повести, потребовал нескольких лет развития, и я уверен, я бы испортил всё, если б принялся сгоряча неприготовленный.
К 1856 году из-за ссылки в Сибирь в литературной деятельности Достоевского образовался многолетний перерыв. В начале 1856 года унтер-офицер Фёдор Достоевский пребывал в ссылке в Семипалатинске, где работал над комическим романом и записывал воспоминания о каторге. К этому времени он уже надеялся вскоре получить разрешение печататься. 13-18 января с бароном Александром Егоровичем Врангелем писатель передал письмо брату Михаилу Михайловичу, в котором сообщал: «Более чем когда-нибудь я знаю, что я недаром вышел на эту дорогу и что я недаром буду бременить собою землю. Я убеждён, что у меня есть талант и что я могу написать что-нибудь хорошее».
Впервые «большой роман» упоминается Достоевским 18 января 1856 года в письме к поэту Аполлону Николаевичу Майкову, в котором писатель сообщал о задуманной на каторге «большой окончательной <…> повести». В письме автор обозначил только характер, на котором основывался весь замысел, остановившись на стадии создания общего плана романа и первоначальных набросков отдельных эпизодов. Там же он рассказал о том, что пока отложил работу над этим произведением в пользу другого замысла — «комического романа», который по мнению исследователей, послужил идеей для повестей «Дядюшкин сон» или «Село Степанчиково и его обитатели».
Условное название — «Большой роман» — впервые было дано замыслу Фёдора Михайловича Тамарой Орнатской в «Летописи жизни и творчества Ф. М. Достоевского». Замысел известен в основном по письмам писателя к брату Михаилу Михайловичу, поэту Аполлону Николаевичу Майкову, библиографу Евгению Ивановичу Якушкину и издателю Михаилу Никифоровичу Каткову в 1856—1859 годах.

## Развитие замысла
В октябре 1856 года Достоевский был произведён в прапорщики, в апреле 1857 года писателю вернули потомственное дворянство, что одновременно означало получение разрешения печататься. Фёдор Михайлович продолжил обдумывать новый «Большой роман», о чём свидетельствовало упоминание 1 июня 1857 года в письме к Евгению Ивановичу Якушкину: «…я пишу <…> длинный роман, приключения одного лица, имеющие между собою цельную, общую связь, а между тем состоящие из совершенно отдельных друг от друга и законченных само по себе эпизодов. Каждый эпизод составляет часть <…> Написана только 1-я книга в 5 частях. Остальные две книги напишутся не теперь, а когда-нибудь». К этому времени, по словам писателя, произведение, рассказывающее «о приключениях одного лица», уже разрослось до «диккенсовского» размера. Предполагаемый роман должен был состоять из трёх книг. Из писем Достоевского следовало, что первую книгу из пяти частей он практически закончил, «но ещё не отделал». Предположительно, данная книга впоследствии могла превратиться в отдельную повесть — «Село Степанчиково и его обитатели». 3 ноября 1857 года Достоевский сообщил о «Большом романе» брату Михаилу Михайловичу, а также планировал скоро вернуться в Москву, так как ему было трудно «переговариваться <…> об литературных делах заочно, писать — и не иметь даже необходимейших книг и журналов под рукой». Про большой роман сообщил, что временно оставил замысел, так как не хочет портить его, работая «на срок (как прежде) из-за денег».
11 января 1858 года Достоевский писал о своём замысле публицисту и издателю Михаилу Никифоровичу Каткову, предлагая напечатать его роман в трёх книгах, первую из которых обещал выслать «всю в продолжении лета». За произведение автор просил вперёд 500 рублей серебром. Об обстоятельствах создания Достоевский рассказывал: «Роман мой я задумал на досуге, во время пребывания моего в г. Омске. Выехав из Омска, года три назад, я мог иметь бумагу и перо и тотчас же принялся за работу. Но работой я не торопился; мне приятнее было обдумывать все, до последних подробностей, составлять и соизмерять части, записывать целиком отдельные сцены и главное — собирать материалы. В три года такой работы я не охладел к ней, а, напротив, пристрастился. Обстоятельства к тому же были такие, что систематически, усидчиво заниматься я решительно не мог». Но уже 18 января в письме к брату Михаилу сообщал, что собирается «оставить до времени» свой «большой роман», разработав из него отдельно эпизод комического содержания: «вполне законченный, сам по себе хороший, но вредящий целому <…> Величиной он <…> с „Бедных людей“ <…> Есть характеры свежие». При этом писатель планировал написать «за два месяца» Каткову небольшой роман, который придумал «уже восемь лет назад».

## Несостоявшийся роман
8 февраля 1858 года Достоевский снова упомянул «большой роман» в ответном письме к Евгению Ивановичу Якушкину, добавив, что оставил «до времени» данный замысел, хотя «значительная часть его уже была совсем готова». Писатель повторил, что для журнала вместо большого романа пишет одну длинную повесть, листов в 8 печатных, которая «легче и покамест идет хорошо». 8 мая 1858 года Достоевский поблагодарил Каткова за присланные деньги и сообщил ему, что из-за отсутствия «некоторых материалов и впечатлений, которые нужно собрать самому, лично, с натуры», он вынужден был оставить работу над «большим» романом. 31 мая писатель снова сообщил брату, что отложил работу над большим романом «до возвращения в Россию <…> В нём идея довольно счастливая, характер новый, ещё нигде не являвшийся. Но так как этот характер, вероятно, теперь в России в большом ходу, в действительной жизни», то Достоевскому необходимо обогатить свой роман новыми наблюдениями, которые можно сделать лишь вернувшись в Россию. 19 июля в письме к брату писатель повторил мысль о том, что чтобы не портить, торопясь, будущий большой шедевр, он отложил пока работу над романом. В это время Достоевский работал над повестями «Дядюшкин сон» и «Село Степанчиково и его обитатели». 12 декабря сообщил Якушкину, что работать «над романом» для Каткова бросил, потому что хочет «написать хорошо, а недостает кой-каких справок, которые нужно сделать самому, лично, в России».
Чтобы заработать денег и вернуться к публикациям в журналах, Достоевский из накопленного материала и замыслов к середине 1859 года заканчивает и отсылает в Петербург две повести: «Дядюшкин сон» для «Русского слова» и «Село Степанчиково и его обитатели» для «Русского вестника». Удачная публикация «Дядюшкиного сна» на некоторое время вернула писателя к размышлениям о создании «большого романа», за который он собирался просить 3000 рублей серебром аванса и 300 рублей с листа. Достоевский писал: «Я очень хорошо знаю, что я пишу хуже Тургенева, но ведь не слишком же хуже, и наконец, я надеюсь написать совсем не хуже. За что же я-то, с моими нуждами, беру только 100 руб., а Тургенев, у которого 2000 душ, по 400? От бедности я принужден торопиться, а писать для денег, следовательно, непременно портить». Но даже его просьба 100 рублей за лист «Села Степанчикова» в итоге была отклонена издателем «Русского вестника» Михаилом Никифоровичем Катковым.
Летом 1859 года писателю разрешили покинуть Семипалатинск и переехать в Тверь. Уже в Твери 19 сентября 1859 года Достоевский снова упомянул свой старый замысел в письме к брату Михаилу: «жаль большого романа. Я думал его писать». Во всех письмах Достоевский сообщал в основном о том, что отложил работу над произведением, чтобы не испортить его, из чего исследователи делают вывод, что данный замысел мог быть всего лишь мистификацией. Вероятнее всего, замысел не был сформирован даже в общем виде, а его частые упоминания должны были стать «пропуском» в мир литературы, обеспечить поддержку в литературных кругах, способных помочь пребывающему в это время в Семипалатинске Достоевскому вернуться в Россию.